# 三ヨウ化クロム
三ヨウ化クロム（さんヨウかクロム、英: Chromium (III) iodide, Chromium triiodide）は無機化合物の一種で、化学式CrI3。ヨウ化クロム(Ⅲ)に相当するクロム(Ⅲ)のヨウ化物である。黒色を呈する固体であり、他のクロム化合物の調製に用いられる。
三ヨウ化クロムは三塩化クロムと同じ結晶構造をとる。その結晶構造は単位胞中に2層の立方最密充填構造をもち、クロムは八面体配位をとる。

## 製法と特性
三ヨウ化クロムはクロムと大過剰のヨウ素を反応させることで得られ反応は500 °Cで進行する。
2 Cr  +  3 I2   →   2 CrI3
三ヨウ化クロムは700 °Cにて分解、二ヨウ化クロムとして昇華する。この二ヨウ化クロムの再ヨウ素化により三ヨウ化クロムを精製できる。 
室温では、三ヨウ化クロムは酸素と水蒸気に対して安定だが、200 °Cでは酸素と反応してヨウ素を析出する。Cr（III）が速度論的に不活性なため、三ヨウ化クロムは三塩化クロムと同様に水にゆっくりとしか溶解しない。しかし、二ヨウ化クロムを加えると、溶解を加速できる。